# منتخب البرتغال لسباعيات الرغبي
منتخب البرتغال لسباعيات الرغبي (بالبرتغالية: Seleção Portuguesa de Râguebi Sevens Masculino‏) هو ممثل البرتغال الرسمي في المنافسات الدولية في سباعيات الرغبي .